# 奥特亚罗瓦

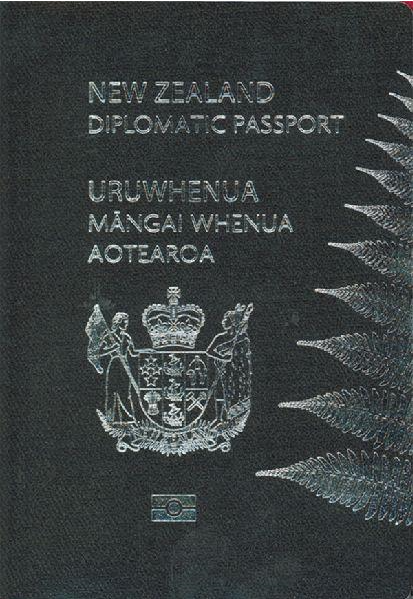
新西兰外交护照，封面印有英语的NEW ZEALAND和毛利语的AOTEAROA。

奥特亚罗瓦（發音：[aɔˈtɛaɾɔa]）是新西兰在毛利语中最广用的名称，原意为“绵绵白云之乡”或“长白云之乡”（The land with long white clouds）。在新西兰对原住民毛利人权益及自身特色历史愈发重视的情况下，奥特亚罗瓦一名亦得到越来越广泛的应用。奥特亚罗瓦新西兰绿党、奧特亞羅瓦社會黨、奥特亚罗瓦共产党、奥特亚罗瓦新共产党、社会主义奥特亚罗瓦等政党和组织皆使用这一名称。